# Posuvný pohyb
Posuvný pohyb (též postupný pohyb nebo translace) je takový pohyb tuhého tělesa, při kterém všechny body tělesa konají pohyb po stejných, pouze navzájem posunutých, trajektoriích.
Rychlosti jednotlivých bodů tělesa jsou při posuvném pohybu stejné, proto lze zkoumání posuvného pohybu převést na zkoumání pohybu jediného z bodů, nejčastěji těžiště.
Kinetická energie Ek tuhého tělesa při posuvném pohybu: Ek = 1/2 m · v2 , kde m je hmotnost celého tělesa, v je rychlost tělesa.